# Oldřich Kocian

Vlajka sokolské organizace v době Protektorátu Čechy a Morava

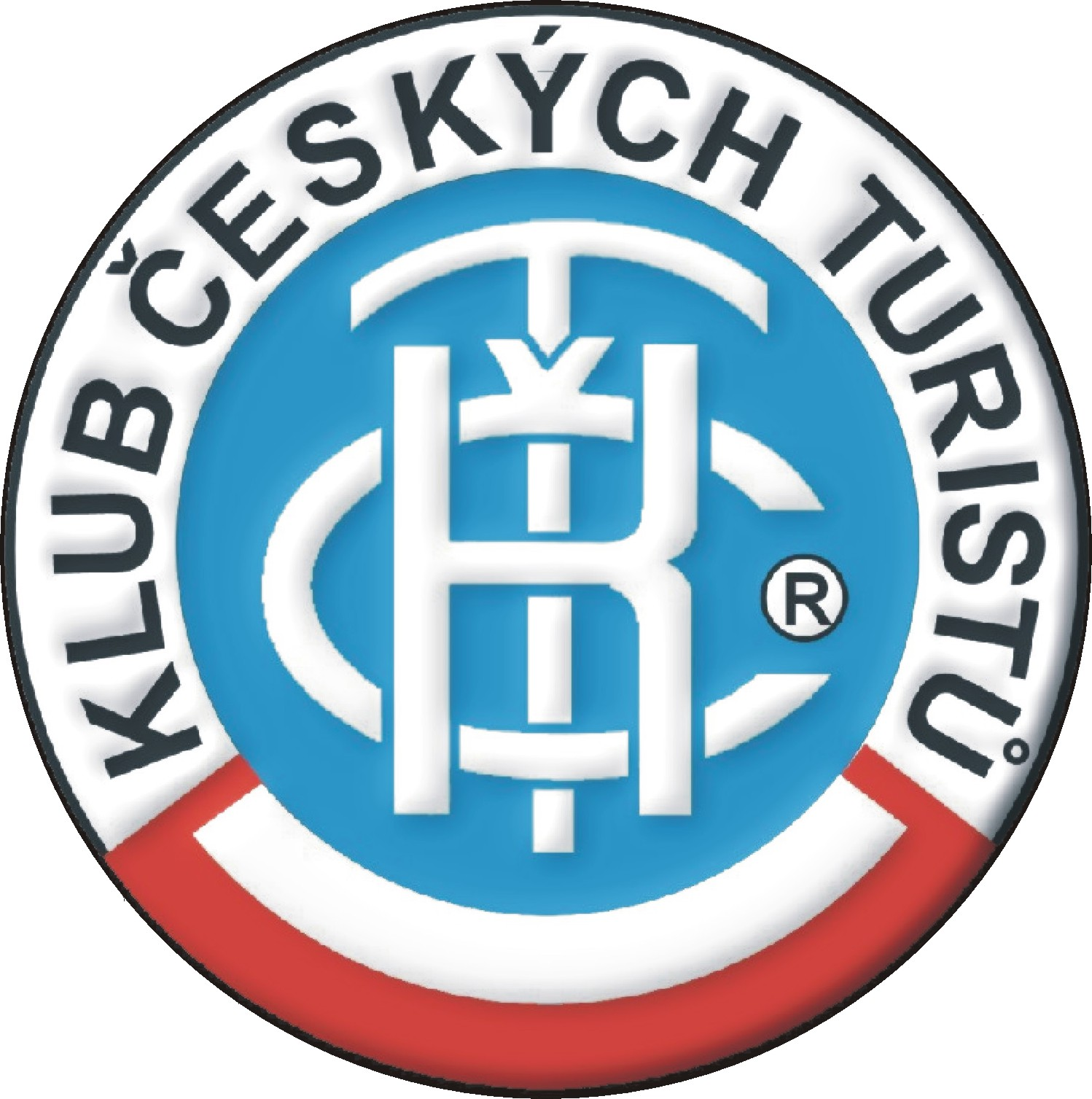
Znak Klubu českých turistů

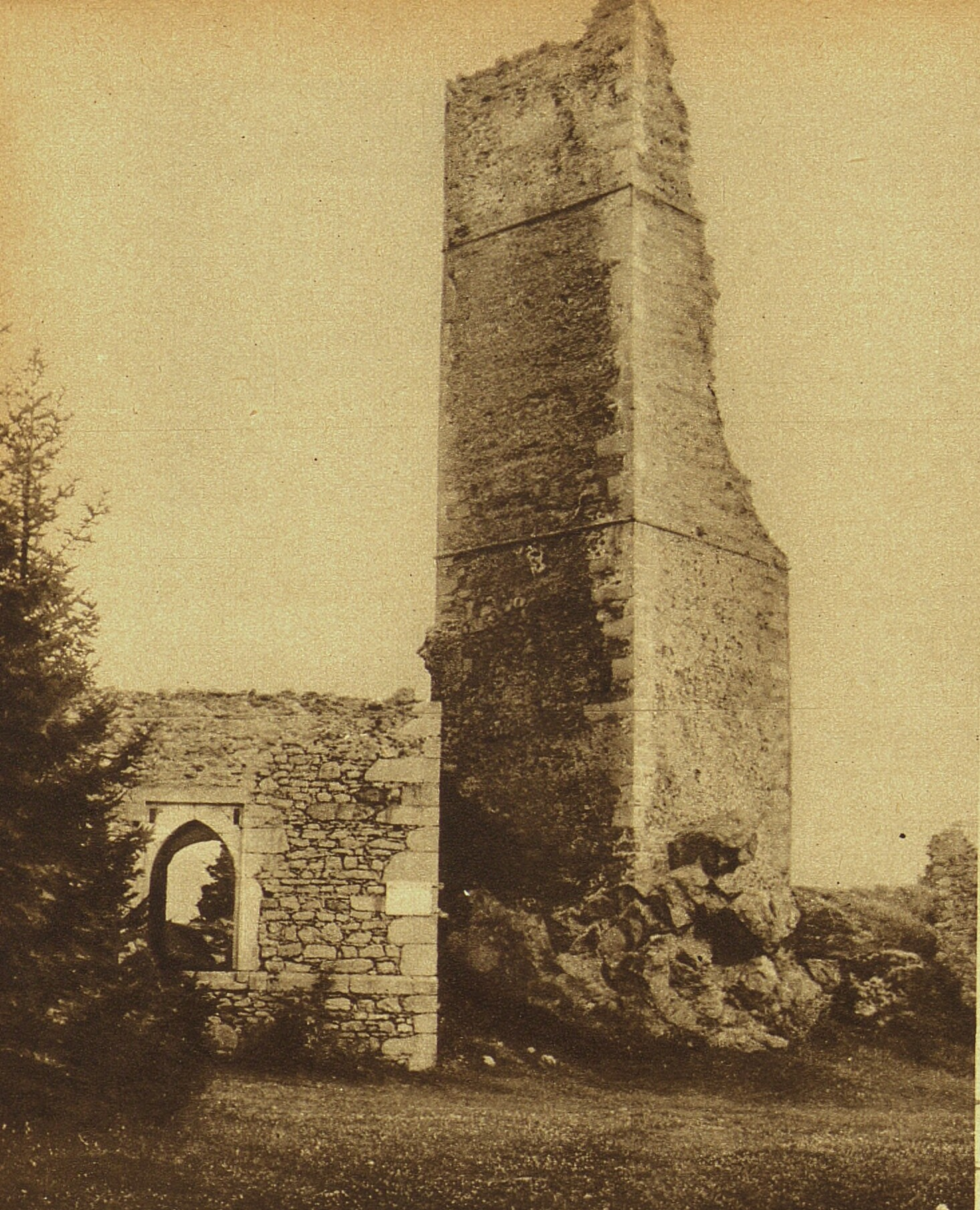
Hrad Orlík u Humpolce (na počátku 30. let 20. století)

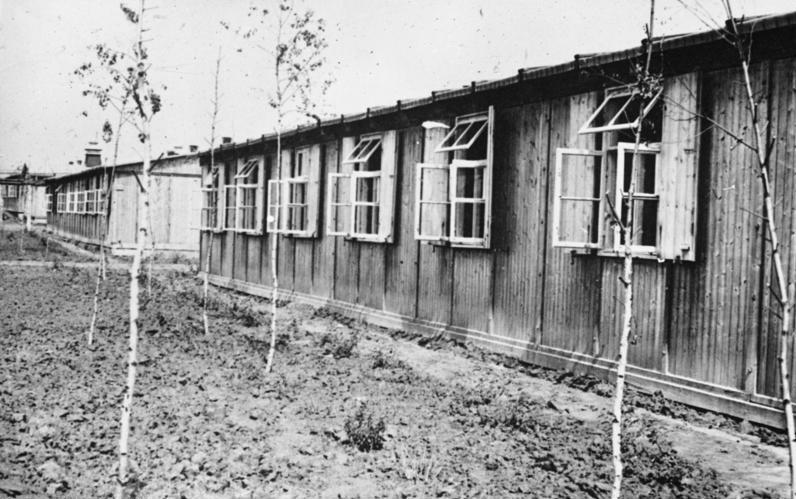
Dřevěné baráky v koncentračním táboře Osvětim v roce 1941

Oldřich Kocian, novodobě psán i jako Kocián (13. prosince 1888 Humpolec – 16. března 1942 koncentrační tábor Osvětim) byl středoškolský profesor a majitel soukenického zasilatelského obchodu. V Československé obci sokolské (ČOS) vykonával funkci starosty Sokola Humpolec. Od roku 1941 působil jako starosta Sokolské župy Havlíčkovy. V rámci Akce Sokol byl zatčen gestapem 8. října 1941 a vězněn v policejní věznici gestapa v Malé pevnosti Terezín, odkud byl deportován 15. ledna 1942 do koncentračního tábora Osvětim, kde zahynul.

## Život

### Rodinný původ a studia
Oldřich Kocian se narodil 13. prosince 1888 v Humpolci do staré soukenické rodiny. Po vychození obecné a měšťanské školy v Humpolci pokračoval ve středoškolském studiu na obchodní akademii v Chrudimi. Následně vystudoval Vysokou školu obchodní v Praze a vrátil se do Humpolce. Po absolvování vojenské základní služby začal pracovat v Liberci v závodě svého otce, ale po skončení první světové války se osamostatnil a založil si vlastní soukenický zasilatelský závod. S manželkou Martou měli manželé Kocianovi syna Oldřicha. Jedenáct let po sňatku Oldřich Kocian ovdověl, když jeho manželka zemřela po dlouhé nemoci.

### Společenské aktivity
Již od svých studentských let cvičil a pracoval v Sokole. V Československé obci sokolské (ČOS) se postupně vypracoval (přes funkce cvičitele, náčelníka, jednatele a vzdělavatele) až do funkce starosty Sokola Humpolec. Od roku 1941 působil jako starosta Sokolské župy Havlíčkovy.
Dlouhá léta byl též aktivní v Klubu českých turistů. Jako předseda Klubu českých turistů v Humpolci (stal se jím v roce 1936) propagoval nejen svůj rodný Humpolec (Zálesí), ale i okres Pelhřimov a kraj Vysočina. Pro potřeby turistů sestavoval a vydával turistické příručky i mapy kraje.
Prakticky ve všech svých publikacích se nějakým způsobem dotýkal historie a místopisu Humpolce. Zajímal se o českou historii i místopis, byl literárně aktivní, což se projevovalo tak, že byl pravidelným přispěvatelem článků do několika novin, časopisů a věstníků (turistický průvodce, sokolský věstník Za bratrstvím, Havlíčkův kraj). Byl sběratelem a historickým badatelem – sbíral, zpracovával a (v odborných článcích) publikoval paměti starých soukeníků. Dokonce je známá i jeho spolupráce s českým rozhlasem.
Kromě Sokola a Klubu českých turistů byl členem předsednictva Živnostenské záložny, členem významných městských institucí (mimo jiné městské rady v oboru propagace, dopravy a stavební regulace).

### Povahové vlastnosti
Oldřich Kocian byl skromný a čestný muž, pevných a neměnných morálních zásad s hlubokým vlasteneckým cítěním. V organizacích, kde působil, pracoval obětavě a nezištně. Události roku 1938 (Mnichovská dohoda, ztráta Sudet) a 1939 (vyhlášení Protektorátu Čechy  Morava) pociťoval jako velkou národní pohromu.

### Protektorát
Ať již se zapojil (přímo nebo nepřímo) jako vlastenec a sokolský činovník do domácího protiněmeckého odboje jevil se Oldřich Kocian okupačním moci jako potenciálně nebezpečný. V předtuše věcí pro sokolstvo neblahých uchýlil se začátkem října 1941 na své odloučené (a oblíbené) pracoviště. Touto lokalitou byla asi 2 km od Humpolce nad vesnicí Rozkoš nacházející se zřícenina hradu Orlík, kde řídil prováděné výkopové práce a byl vůdčí osobností při zabezpečovacích pracích na tomto objektu. Tak se stalo, že v noci mezi 7. a 8. říjnem 1941, kdy proběhla rozsáhlá Němci řízená zatýkací Akce Sokol, nebyl Oldřich Kocian zastižen doma. Byl zatčen gestapem přímo pod hradem Orlík až v ranních hodinách dne 8. října 1941. Nejprve byl vězněn v policejní věznici gestapa v Malé pevnosti Terezín, odkud byl deportován 15. ledna 1942 do koncentračního tábora Osvětim, kde 16. března 1942 zahynul. Telegrafická zpráva o jeho úmrtí dorazila do Humpolce 19. března 1942.

Vězeňská identifikační trojfotografie Oldřicha Kociana (vězeň číslo 25 611) v Osvětimi
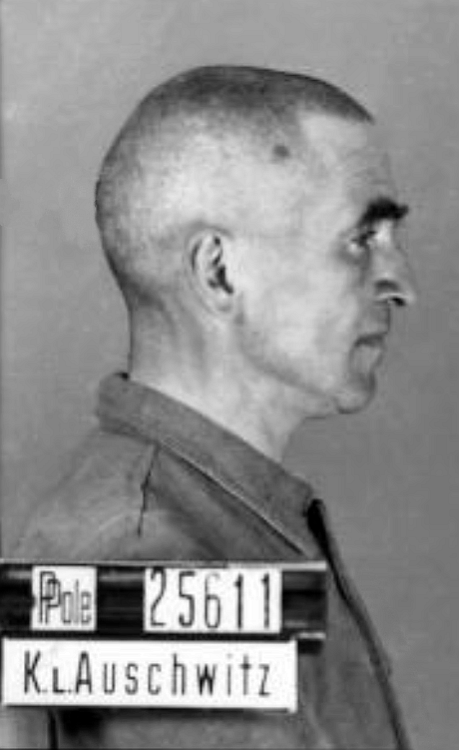
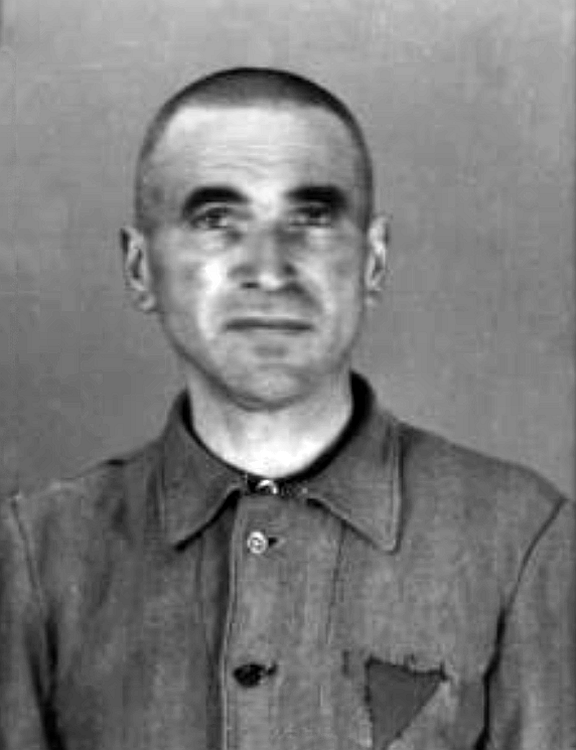
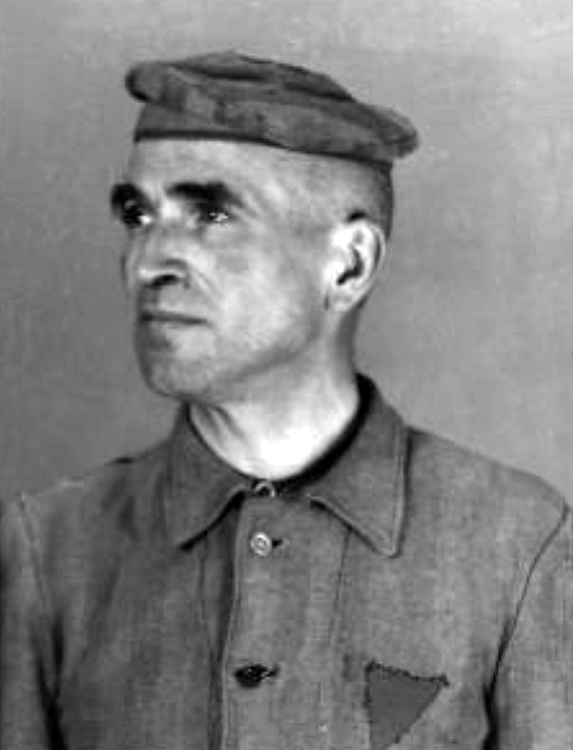

## Publikační činnost
- KOCIAN, Oldřich, POLÁČEK, Stanislav a POLÁČEK, Miloš. Turistický průvodce po Humpolci a okolí. V Humpolci: Živnostenská záložna, 1936. 75 stran;
- KOCIAN, Oldřich. Pohledy do života a nedávné minulosti soukenického Humpolce. V Humpolci: Živnostenská záložna, 1938. 38 stran;
- KOCIAN, Oldřich. Pestré črty z Humpolce - města i kraje. V Humpolci: Živnostenská záložna, 1939. 72 stran;
- KOCIAN, Oldřich. Okénka do života Humpolce: příspěvek k dějinám humpoleckého podnikání a hradu Orlíka. Německý Brod: Novina, tiskařské a vydavatelské podniky v Německém Brodě (tisk), 1941. 73 stran.

## Ocenění a připomínky
- Po druhé světové válce byl Oldřichu Kocianovi udělen (in memoriam) Československý válečný kříž 1939.[6][8]
- Jméno Oldřicha Kociana je uvedeno na pamětní desce na radnici města Humpolec.[8]
- Dne 15. května 1947 oznámilo (v dopise jeho synu Oldřichovi) zastupitelstvo Klubu českých turistů Humpolec, že na paměť jeho otce byla turistická stezka „Humpolec–hrad Orlík–hrad Lipnice“[11] pojmenována „Stezka Oldřicha Kociana.“[8]
- Jeho zásluhy byly (in memoriam) oceněny v roce 1955, kdy Oldřich Kocian obdržel za své zásluhy Pamětní medaili dr. Aleše Hrdličky.[6][8][p. 4]
- V sobotu 2. dubna 2016 byl na konferenci Klubu českých turistů (KČT) v Praze uveden do Síně slávy české turistiky Oldřich Kocian. Slavnostní ceremoniál sledovala jeho vnučka Alena Fenclová.[13] Dokumenty, týkající se jeho osoby, sesbíral předseda KČT Humpolec pan Rostislav Jež a je uložen v archivu KČT.[13]